# ポピュラー音楽の音楽家一覧 (グループ)
ポピュラー音楽の音楽家一覧 (グループ)（ポピュラーおんがくのおんがくかいちらん グループ）は、ポピュラー音楽における、ミュージシャン・グループ、バンド、ユニット等の50音順の一覧。
(「The」のつくミュージシャンは「The」を省く。)

## あ行

### あ
- アーキテクチャー・イン・ヘルシンキ (Architecture In Helsinki)
- アーチ・エネミー (Arch Enemy)
- アークティック・モンキーズ (Arctic Monkeys)
- アーケイディア (Arcadia)
- アーケイド・ファイア (Arcade Fire)
- アージェント (Argent)
- アース・ウィンド・アンド・ファイアー (Earth、Wind & Fire)
- アース・アンド・ファイアー (Earth & Fire)
- アーテンション (ARTENSION)
- アート・アンサンブル・オブ・シカゴ (Art Ensemble of Chicago)
- アート・オブ・ノイズ (Art of Noise)
- アーハ (a-ha)
- R.E.M. (アール・イー・エム)
- REOスピードワゴン (REO Speedwagon)
- アイアン・セイヴィアー (Iron Savior)
- アイアン・バタフライ (Iron Butterfly)
- アイアン・メイデン (Iron Maiden)
- アインシュテュルツェンデ・ノイバウテン (Einstürzende Neubauten)
- アヴェレイジ・ホワイト・バンド (Average White Band)
- アヴェンジド・セヴンフォールド (Avenged Sevenfold)
- アウトキャスト (Outkast)
- アクアマリン (Aquamarine)
- アクセプト (Accept)
- アシュ・ラ・テンペル (Ash Ra Tempel)
- AC4
- アズテック・カメラ (Aztec Camera)
- アソシエイション (The Association)
- アソシエイツ (The Associates)
- アタリ・ティーンエイジ・ライオット (Atari Teenage Riot)
- アタリス (The Ataris)
- アッシュ (Ash)
- アット・ヴァンス (At Vance)
- アット・ザ・ゲイツ (At The Gates)
- アット・ザ・ドライヴイン (At The Drive-In)
- アディエマス (Adiemus)
- アトミック・キトゥン (Atomic Kitten)
- アトミック・ルースター (Atomic Rooster)
- アナル・カント (Anal Cunt)
- アニモーション
- ABBA (アバ)
- アフター・フォーエヴァー (After Forever)
- アメリカ (America)
- アメリカン・ハイファイ (American Hi-fi)
- アモン・コンタクト (Ammon Contact)
- アラーム (The Alarm)
- アリス・イン・チェインズ (Alice In Chains)
- アリス・クーパー (Alice Cooper)
- アルカトラス (Alcatrazz)
- アルター・ブリッジ (Alter Bridge)
- アルタン (Altan)
- アレア (Area)
- アンガス・アンド・ジュリア・ストーン (Angus & Julia Stone)
- アングラ (Angra)
- アンスラックス (Anthrax)
- アンダースレット (Under Threat)
- アンダーワールド (Underworld)
- アンタイ・フラッグ (Anti Flag)
- アンドリュース・シスターズ (Andrews Sisters)
- アンブロージア (Ambrosia)
- アンムーアド (Unmoored)

### い
- EMF (いーえむえふ)
- イーグルス (Eagles)
- イースト17 (East17、E-17)
- イイルクーン (Yyrkoon)
- イエス (Yes)
- イエロー (Yellow)
- イエローカード (Yellowcard)
- イエロージャケッツ (The Yellowjackets)
- イット・バイツ (It Bites)
- イナフ・ズナフ (Enuff Z'nuff)
- イ・プー (Pooh)
- INXS (インエクセス)
- イン・シンク ('N sync)
- イン・フレイムス (In Flames)
- インキュバス (Incubus)
- イントゥ・エタニティー (Into Eternity)
- インナー・サークル (Inner Circle)

### う
- ヴァーヴ (The Verve)
- ヴァイパー (Viper)
- ヴァインズ (The Vines)
- ヴァセリンズ (The Vaselines)
- ヴァン・ヘイレン (Van Halen)
- ウィーザー (Weezer)
- ヴィクセン (Vixen)
- ウィザード (Wizard)
- ウィザリング・サーフェイス (Withering Surface)
- ヴィジョン・オブ・ディスオーダー (Vision of Disorder)
- ヴィジョン・ディヴァイン (Vision Divine)
- ウィズアウト・グラヴィティ (Without Gravity)
- ウィズイン・テンプテーション (Within Temptation)
- ウィッチリー (Witchery)
- ウィルコ (Wilco)
- ヴィレッジ・ピープル (Village People)
- ウィンガー (Winger)
- ウイングス (Wings)
- ウェイキング・アッシュランド (Waking Ashland)
- ヴェイダー (Vader)
- ウェザー・リポート (Weather Report)
- ウエストライフ (Westlife)
- ヴェノム (Venom)
- ヴェルヴェット・アンダーグラウンド (Velvet Underground)
- ヴェルヴェット・ティーン (Velvet Teen)
- ヴェルヴェット・リヴォルヴァー (Velvet Revolver)
- ザ・ヴェロニカズ (The Veronicas)
- ヴォイヴォド (Voivod)
- ウォーホース
- ウルヴェル (Ulver)
- ウルトラヴォックス (Ultravox)
- ウルフブリゲード (Wolfbrigade)
- ウルフマザー (Wolfmother)

### え
- AC/DC
- ABC (エー・ビー・シー)
- エア・サプライ (Air Supply)
- エアロスミス (Aerosmith)
- エイジア (Asia)
- エイジアン・ダブ・ファウンデーション (Asian Dub Foundation)
- エイス・オブ・ベイス (Ace of Base)
- エイス・ワンダー (Eighth Wonder)
- 808ステイト (エイト・オー・エイト・ステイト、808 State)
- エヴァネッセンス (Evanescence)
- エヴリシング・バット・ザ・ガール (Everything But the Girl)
- エグザイル (Exile)
- エクストリーム (Extreme)
- エクソダス (Exodus)
- エコーベリー (Echobelly)
- SR-71 (エス・アール・セブンティーワン)
- S Club 7 (エス・クラブ・セヴン)
- エスコバ (Eskobar)
- エターナル・ティアーズ・オヴ・ソロウ (Eternal Tears of Sorrow)
- XTC (エックス・ティー・シー)
- エッジ・オブ・サニティ (Edge of Sanity)
- エッフェル65 (Eiffel 65)
- エデンブリッジ (Edenbridge)
- エドガイ (Edguy)
- エニグマ (Enigma)
- N.E.R.D (エヌ・イー・アール・ディー)
- エピカ (Epica)
- F.I.R. (飛児楽団)
- エボニー・ティアーズ（Ebony Tears）
- エマーソン・レイク・アンド・パーマー (Emerson、Lake & Palmer)
- MC5 (エム・シー・ファイブ)
- M2M (マリオン・レイヴンのユニット)
- エリス (Elis)
- エルヴェイティ (Eluveitie)
- エルフ (Elf)
- エレクトリック・ライト・オーケストラ (Electric Light Orchestra、ELO)
- エレクトロニック (Electronic)
- エレジー (Elegy)
- エンシフェルム (Ensiferum)
- エンスレイヴメント・オヴ・ビューティー (Enslavement of Beauty)
- エントゥームド (Entombed)
- エンペラー (Emperor)

### お
- オアシス (Oasis)
- オウテカ (Autechre)
- オーシャン・カラー・シーン (Ocean Colour Scene)
- オーディオスレイヴ (Audioslave)
- オーディオマシン (Audiomachine)
- オービー・トライス (Obie Trice III)
- オービタル (Orbital)
- オーペス (Opeth)
- オール・アメリカン・リジェクツ (The All-American Rejects)
- ジ・オールマイティー (The Almighty)
- オールマン・ブラザーズ・バンド (The Allman Brothers Band)
- オビチュアリー (Obituary)
- オフスプリング (Offspring)
- オホス・デ・ブルッホ (Ojos de Brujo)
- オムニアム・ギャザラム (Omnium Gatherum)
- オリジナル・ディキシーランド・ジャズ・バンド (Original Dixieland Jass Band)

## か行

### か
- カーヴド・エア (Curved Air)
- カーカス (Carcass)
- カーズ (Cars)
- カーディガンズ (The Cardigans)
- ガーデニアン (Gardenian)
- カーナル・フォージ (Carnal Forge)
- カーネイジ (Carnage)
- ガービッジ (Garbage)
- カーペンターズ (The Carpenters)
- ガールスクール (Girlschool)
- カイザー・チーフス (Kaiser Chiefs)
- カウンティング・クロウズ (Counting Crows)
- カコフォニー (Cacophony)
- カサビアン (Kasabian)
- カジャ・グー・グー (Kaja Goo Goo)
- カダヴァー・インク (Cadaver Inc.)
- カダヴァー (Cadaver)
- カタメニア (Catamenia)
- カテドラル (Cathedral)
- カルチャー・クラブ (Culture Club)
- カルマ (Kalmah)
- カンサス (Kansas)
- ガンズ・アンド・ローゼズ (Guns n' Roses、GN'R)
- カンニバル・コープス (Cannibal Corpse)
- ガンマ・レイ (Gamma Ray)

### き
- キープ・オヴ・カレシン (Keep of Kalessin)
- キーン (Keane)
- キッス (Kiss)
- ザ・ギャザリング (The Gathering)
- キャプテン・ビヨンド (Captain Beyond)
- キャメル (CAMEL)
- キャメロット (Kamelot)
- キャラヴァン (CARAVAN)
- ザ・キュアー (The cure)
- キリング・ジョーク (Killing Joke)
- キルスウィッチ・エンゲイジ (Killswitch Engage)
- キング・クリムゾン (King Crimson)
- キング・シスターズ
- キングス・オブ・コンビニエンス (Kings of Convenience)
- キンクス (The Kinks)
- キングダム・カム (Kingdom Come)

### く
- グー・グー・ドールズ (Goo Goo Dolls)
- クーパー・テンプル・クロース
- クーラ・シェイカー (Kula Shaker)
- クール&ザ・ギャング (Kool & the Gang)
- クァルテート・エン・シー
- クイーン (Queen)
- クイーンズライチ (Queensrÿche)
- クイックシルヴァー・メッセンジャー・サーヴィス (Quicksilver Messenger Service)
- クォーターマス (Quatermass)
- クダイ (Kudai)
- グッド・シャーロット (Good Charlotte)
- クラウデッド・ハウス (Crowded House)
- クラウドベリー・ジャム (Cloudberry Jam)
- ザ・クラウン (The Crown)
- グラス・ハマー (Glass Hammer)
- クラスター
- クラッカー (Cracker)
- ザ・クラッシュ (The Clash)
- クラナド (Clannad)
- クラフトワーク (Kraftwerk)
- グランド・ファンク・レイルロード (Grand Funk Railroad、Grand Funk、GFR)
- クランベリーズ (The Cranberries)
- クリーター (Kreator)
- クリーム (Cream)
- グリーンスレイド (Greenslade)
- グリーン・デイ (Green Day)
- クリプテリア (Krypteria)
- クリプトプシー (Cryptopsy)
- グル・グル (Guru Guru)
- クレイジー・ホース
- クレイジー・ワールド・オブ・アーサー・ブラウン (The Crazy World Of Arthur Brown)
- グレイトフル・デッド (Grateful Dead)
- クレイドル・オブ・フィルス (Cradle Of Filth)
- グレイヴワーム (Graveworm)
- グローバス (Globus)
- クローミング・ローズ (Chroming Rose)
- クロスビー、スティルス、ナッシュ&ヤング (Crosby、Stills、Nash & Young - CSN&Y)
- クワイエット・ライオット (Quiet Riot)

### け
- ゲイ・ダッド (Gay Dad)
- ゲイツ・オヴ・イシュター (Gates of Ishtar)
- KLF (The KLF)
- ケミカル・ブラザーズ (The Chemical Brothers)

### こ
- コーディッツ
- ザ・コーラル (The Coral)
- ザ・コーリング (The Calling)
- ゴールドフィンガー (Goldfinger)
- ゴールドフラップ (Goldfrapp)
- コールドプレイ (Coldplay)
- コーン (KORN)
- ザ・コアーズ (The Corrs)
- ココモ (Kokomo)
- ココロージー (CocoRosie)
- コッツ (Kots)
- ゴッド・ディスローンド (God Dethroned)
- コットンマウス・キングス (Kottonmouth Kings)
- コデオン (Codeon)
- ゴリラズ (Gorillaz)
- コルピクラーニ (Korpiklaani)
- コロシアム (Colosseum)
- コロシアムII (Colosseum II)
- コロナー (Coroner)
- コンヴァージ (Converge)
- ゴング (Gong)

## さ行

### さ
- サーティーンス・フロア・エレベーターズ (13th Floor Elevators)
- サードムーン (Thirdmoon)
- サイプレス・ヒル (Cypress Hill)
- サイモン&ガーファンクル (Simon and Garfunkel)
- サイレント・フォース (Silent Force)
- サヴァタージ (Savatage)
- サヴェージ・ガーデン (Savage Garden)
- サウンドガーデン (Soundgarden)
- サクソン (Saxon)
- ザ・ザ (The The)
- サフォケイション (Suffocation)
- サム&デイヴ (Sam & Dave)
- サムソン (Samson)
- Sum 41 (サム・フォーティーワン)
- サンタナ (Santana)
- サンディー・アンド・サンセッツ

### し
- シーウィンド (Seawind)
- シークレット・ガーデン (Secret Garden)
- ジーザス・ジョーンズ (Jesus Jones)
- ジーザス&メリーチェイン (The Jesus and Mary Chain)
- ZZトップ (ジー・ジー・トップ、ZZ Top)
- ジーノ (Zeno)
- ジェイムス (James)
- ジェーンズ・アディクション (Jane's Addiction)
- ジェスロ・タル (Jethro Tull)
- ジェネシス (Genesis)
- ジェファーソン・エアプレイン (Jefferson Airplane)
- ジェリーフィッシュ (Jellyfish)
- ジェントル・ジャイアント (Gentle Giant)
- ジェントル・ソウツ (リーリトナー)
- シガー・ロス (Sigur Rós)
- シカゴ (Chicago)
- システム・オブ・ア・ダウン (System of a Down)
- シック (Chic)
- シックスペンス・ノン・ザ・リッチャー (Sixpence None the Richer)
- シナジー (Sinergy)
- ジプシー・キングス (Gipsy Kings)
- ジミー・イート・ワールド (Jimmy Eat World)
- シャーデー (Sade)
- ジャーニー (Journey)
- シャープス・アンド・フラッツ
- シャーラタンズ (The Charlatans)
- ジャイルズ・ジャイルズ&フリップ
- シャカタク (Shakatak)
- ジャクソン5 (The Jackson5)
- ジャッキー&ロイ
- シャドウ・ギャラリー (Shadow Gallery)
- シャドウズ・フォール (Shadows Fall)
- シャドウズ
- ジャパン (JAPAN)
- ジャミロクワイ (Jamiroquai)
- ザ・ジャム (The Jam)
- シャンプー (Shampoo)
- ジューダス・プリースト (Judas Priest)
- シュープリームス (The Supremes)
- シュガーベイブス (Sugababes)
- ジュク (Juku)
- ジョイ・ディヴィジョン (Joy Division)
- ショッキング・ブルー (The Shocking Blue)
- ジョナス・ブラザーズ (Jonas Brothers)
- ジョン・スペンサー・ブルース・エクスプロージョン (The Jon Spencer Blues Explosion)
- シルバー (Silver)
- シルヴァー・マウンテン (Silver Mountain)
- シン・リジィ (Thin Lizzy)
- シンガーズ・アンリミテッド (The Singers Unlimited)
- シンデレラ (Cinderella)
- シンフォニー・エックス (Symphony X)
- シンプル・プラン (Simple Plan)
- シンプル・マインズ (Simple Minds)
- ジン・ブロッサムズ (Gin Blossoms)

### す
- スーパーグラス (supergrass)
- スーパーソニック・インク (supersoniQ inc.)
- スーパー・ファーリー・アニマルズ (Super Furry Animals)
- スウィングル・シンガーズ (The Swingle Singers)
- スウィート (Sweet)
- スウェード (Suede)
- スカイファイヤー (Skyfire)
- スカイラーク (Skylark)
- スカタライツ (The Skatalites)
- スキッド・ロウ (Skid Row)
- スキニー・パピー (Skinny Puppy)
- スキャンダル (Scandal)
- スキレット (Skillet)
- スクイーズ (Squeeze)
- スクリッティ・ポリッティ (Scritti Politti)
- スコーピオンズ (Scorpions)
- スターキャッスル (Starcastle)
- スターズ (STARS)
- スタイル・カウンシル (The Style Council)
- スタイリスティックス (The Stylistics)
- スタッフ (Stuff)
- スタティック-X (Static-X)
- スティーライ・スパン (Steeleye Span)
- スティーリー・ダン (Steely Dan)
- ステッペンウルフ (Steppenwolf)
- ステレオフォニックス (Stereophonics)
- ストーリー・オブ・ザ・イヤー (Story of The Year)
- ストーン・サワー (Stone Sour)
- ストーン・テンプル・パイロッツ (Stone Temple Pilots)
- ストライパー (Stryper)
- ストラトヴァリウス (Stratovarius)
- ストラングラーズ (The Stranglers)
- ストロベリー・スウィッチブレイド (Strawberry Switchblade)
- スタティック-X (Static-X)
- ストレイ・キャッツ (Stray Cats)
- ストロークス (The Strokes)
- ストーン・ローゼズ (The Stone Roses)
- スノウ・パトロール (Snow Patrol)
- スパークス (Sparks)
- スパイス・ガールズ (Spice Girls)
- スパイロ・ジャイラ (Spyro Gyra)
- スパンダー・バレエ (Spandau Ballet)
- スマッシング・パンプキンズ (Smashing Pumpkins)
- ザ・スミス (The Smiths)
- スワン・ダイヴ (Swan Dive)
- スライ&ザ・ファミリー・ストーン (Sly & the Family Stone)
- スラップ・ハッピー (Slap Happy)
- スリー・ディグリーズ (Three Degrees)
- スリー・ドッグ・ナイト (Three Dog Night)
- スリッツ (Slits)
- スリップノット (Slipknot)
- 311 (スリー・イレブン)
- スレイド (Slade)
- スレイヤー (Slayer)
- スローン (Sloan)
- スロッビング・グリッスル (Throbbing Gristle)

### せ
- セックス・ピストルズ (The Sex Pistols)
- セパルトゥラ (Sepultura)
- ゼブラヘッド (Zebrahead)
- セラフィム (Seraphim)
- セレモニアル・オース (Ceremonial Oath)
- センティネクス (Centinex)

### そ
- ソイルワーク (Soilwork)
- ソウル・ドクター (Soul Doctor、トミー・ハートのバンド)
- ソウルフライ (Soulfly)
- ソドム (Sodom)
- ソナタ・アークティカ (Sonata Arctica)
- ソニック・ユース (Sonic Youth)
- ソフト・セル (Soft Cell)
- ソフト・マシーン (Soft Machine)
- ソリューション .45 (Solution .45)
- ソロウ・オブ・トランキュリティ (SORROW OF TRANQUILITY)
- ゾンビーズ (The Zombies)

## た行

### た
- ダーク・エンジェル (Dark Angel)
- ダークスローン (Darkthrone)
- ダーク・トランキュリティ (Dark Tranquillity)
- ザ・ダークネス (The Darkness)
- ダーク・フューネラル (Dark Funeral)
- ダーク・ルナシー (Dark Lunacy)
- ダーティー・ダズン・ブラス・バンド (Dirty Dozen Brass Band)
- ダーティ・プリティ・シングス (Dirty Pretty Things)
- t.A.T.u.
- ダイアー・ストレイツ (Dire Straits)
- ダイイング・フィータス (Dying Fetus)
- ダイナソーJr. (Dinosaur Jr.)
- ダヴズ (Doves)
- ザ・ダスクフォール (The Duskfall)
- タック&パティ (Tuck & Patti)
- ダットサンズ (The Datsuns)
- タヒチ80 (Tahiti 80)
- ダフト・パンク (Daft Punk)
- ダブル・シックス・オヴ・パリ (Double Six of Paris)
- ダメージ・プラン (Damageplan)
- タリスマン (Talisman)
- ダリル・ホール&ジョン・オーツ (Daryl Hall & John Oates)
- タロット (Tarot)
- タワー・オブ・パワー (Tower of Power)
- タンク (Tank)
- タンジェリン・ドリーム (Tangerine Dream)

### ち
- チーフタンズ (The Chieftains)
- チープ・トリック (Cheap Trick)
- チェイス (Chase)
- チオドス (Chiodos)
- チック・コリア・アコースティック・バンド (Chick Corea Acoustic Band)
- チック・コリア・エレクトリック・バンド (Chick Corea Electric Band)
- !!! (チック・チック・チック)
- チューダー・ロッジ (Tudor Lodge)
- チルドレン・オブ・ボドム (Children Of Bodom)

### つ
- ツール → トゥール (Tool)

### て
- ティアーズ・フォー・フィアーズ (Tears for Fears)
- ディー・アポカリプティシェン・ライター (Die Apokalyptischen Reiter)
- TLC
- TNT
- ディヴァウアメント (Devourment)
- ディーヴォ (Devo)
- ディーサイド (Diecide)
- D12 (ディー・トゥウェルブ)
- ディープ・パープル (Deep Purple)
- ディープ・フォレスト (Deep Forest)
- ディー・ライト (Deee-Lite)
- ティーンエイジ・ファンクラブ (Teenage Fanclub)
- ディオ (Dio)
- テイク・ザット (Take That)
- ディクシー・チックス (Dixie Chicks)
- ディサルモニア・ムンディ (Disarmonia Mundi)
- ディジー・ミズ・リジー (Dizzy Mizz Lizzy)
- ディスゴージ (アメリカ) (Disgorge)
- ディスゴージ (メキシコ) (Disgorge)
- ディスチャージ (Discharge)
- ディスパッチド (Dispatched)
- ディセクション (Dissection)
- ディセンディング (Descending)
- ディム・ボルギル (Dimmu Borgir)
- T・レックス (ティラノザウルス・レックス、ティー・レックス)
- ティン・マシーン (Tin Machine)
- デカダンス (Decadence)
- デス (Death)
- デス・エンジェル (Death Angel)
- デス・キャブ・フォー・キューティー (Death Cab for Cutie)
- テスタメント (Testament)
- デスティニーズ・チャイルド (Destiny's Child)
- デストラクション (Destruction)
- デストレイジ (Destrage)
- テスラ (Tesla)
- デッド・オア・アライヴ (Dead or Alive)
- デッド・カン・ダンス (Dead Can Dance)
- デッド・ケネディーズ (Dead Kennedys)
- デフトーンズ (Deftones)
- デフレッシュド (Defleshed)
- デフ・レパード (Def Lepparrd)
- デペッシュ・モード (Depeche Mode)
- デュラン・デュラン (Duran Duran)
- デラニー&ボニー (Delaney & Bonnie)
- テレヴィジョン (Television)
- テレックス (Telex)
- テン・イヤーズ・アフター (Ten Years After)
- 10cc (テン・シー・シー)
- 10000 マニアックス (10000 Maniacs)
- テンプテーションズ (The Temptations)
- テンペスト (Tempest)

### と
- トーキング・ヘッズ (Talking Heads)
- トータス (Tortoise)
- トーチベアラー (Torchbearer)
- ドープ (Dope)
- ドアーズ (The Doors)
- トゥー・ステップス・フロム・ヘル (Two Steps from Hell)
- ドゥービー・ブラザーズ (The Doobie Brothers)
- トゥール (Tool)
- ドゥノッツ (Donots)
- ドクター・フィールグッド (Dr. Feelgood)
- ドッケン (Dokken)
- TOTO (トト)
- トム・ペティ&ザ・ハートブレイカーズ (Tom Petty and The Heartbreakers)
- トラヴィス (Travis)
- トラヴェリング・ウィルベリーズ (Traveling Wilburys)
- ドラゴンフォース (DragonForce)
- ドラゴンランド (Dragonland)
- トラッシュ・ステーション (Trash Station)
- トラッシュキャン・シナトラズ (Trashcan Sinatras)
- トラピーズ (Trapeze)
- トラフィック (Traffic)
- トランポリンズ  (Trampolines)
- ドリーム・アカデミー (The Dream Academy)
- ドリーム・イーヴル (Dream Evil)
- ドリーム・シアター (Dream Theater)
- トリヴィアム (Trivium)
- トリオ・マタモロス
- トリオ・ロス・パンチョス (Tr弛 los Panchos)
- ドリフターズ (The Drifters)
- トリプルエックス (XXX)
- ザ・トルバドールズ (The Troubadours)

## な行

### な
- ナイトウィッシュ (Nightwish)
- ナイトノイズ (Nightnoise)
- ナイトレイジ (Nightrage)
- ナイト・レンジャー (Night Ranger)
- ナイン・インチ・ネイルズ (Nine Inch Nails)
- ナグルファー (Naglfar)
- ナザム (Nasum)
- ナザレス (Nazareth)
- ナショナル・ヘルス (National Health)
- ナダ・サーフ (Nada Surf)
- ザ・ナック (The Knack)
- ナパーム・デス (Napalm Death)
- ナレオ

### に
- ニック・シンパーズ・ファンダンゴ (Nick Simper's Fandango)
- ニッケルバック (Nickelback)
- ニッティー・グリッティー・ダート・バンド (Nitty Gritty Dirt Band)
- ニュー・イングランド (New Endland)
- ニュー・オーダー (New Order)
- ニュークリア・アソルト (Nuclear Assault)
- ニュー・ファウンド・グローリー (New Found Glory)
- ニューロティック・アウトサイダーズ
- ニルヴァーナ (イギリスのバンド) (Nirvana)
- ニルヴァーナ (Nirvana、Kurt Cobainのバンド)

### ね
- ネイル・ボム
- ネヴァー (NeVeR)
- ネヴァーモア (Nevermore)
- ネヴィル・ブラザーズ (The Neville Brothers)
- ネガティヴ (Negative)
- ネルソン (Nelson)

### の
- ノー・ダウト (No Doubt)
- NOFX (ノーエフエックス)
- ノーサー (Norther)
- ノイ! (Neu!)
- ノクターナル・モルトゥム (Nokturnal Mortum)
- ノクターナル・ライツ (Nocturnal Rites)
- ノッティング・ヒルビリーズ (Notting Hillbillies)

## は行

### は
- バークレイ・ジェイムス・ハーヴェスト (Berkeley James Harvest)
- バーズ (The Byrds)
- バーズム (Burzum)
- ア・パーフェクト・サークル (A Perfect Circle)
- ハート (Heart)
- ハードフロア (Hardfloor)
- ハード・ファイ (Hard-Fi)
- バーニング・イン・ヘル (Burning In Hell)
- ハーマンズ・ハーミッツ (Herman's Hermits)
- パーラメント (Parliament)
- パール・ジャム (Pearl Jam)
- ハーレム・スキャーレム (Harem Scarem)
- ザ・ハイヴス (The Hives)
- パイド・パイパーズ
- ハイロード (Highlord)
- バウハウス (Bauhaus)
- バグルス (The Buggles)
- バズコックス (Buzzcocks)
- バステッド (Busted)
- バソリー (Bathory)
- バックストリート・ボーイズ (Backstreet Boys)
- バックチェリー (Buckcherry)
- バックマン・ターナー・オーヴァードライヴ (Bachman-Turner Overdrive, BTO)
- バッド・カンパニー (Bad Company)
- バッドフィンガー (Badfinger)
- ザ・バッド・プラス (The Bad Plus)
- パット・メセニー・グループ (Pat Metheny Group)
- バッド・レリジョン (Bad Religion)
- ハッピー・マンデーズ (Happy Mondays)
- バッファロー・スプリングフィールド (Buffalo Springfield)
- パドル・オブ・マッド (Puddle of Mudd)
- バトルス (Battles)
- バナナラマ (Bananarama)
- ハノイ・ロックス (Hanoi Rocks)
- バビロン・ズー
- パラモア (Paramore)
- ハリウッド・アンデッド (Hollywood Undead)
- ハリケーン (Hurricane)
- パルプ (Pulp)
- ハロウィン (Helloween)
- パワー・クエスト (Power Quest)
- パワー・ステーション (The Power Station)
- バングルス (The Bangles)
- ハンソン (Hanson)
- パンテラ (Pantera)
- ザ・バンド (The Band)
- ハンブル・パイ (Humble Pie)
- ハンマーフォール (HammerFall)

### ひ
- ビージーズ (The Bee Gees)
- ビースティ・ボーイズ (Beastie Boys)
- ピーター・ポール&マリー (PPM)
- ビートルズ (The Beatles)
- ビーチボーイズ (The Beach Boys)
- B-52's (ビー・フィフティ・セカンズ)
- ピクシーズ (Pixies)
- ビッグ・カントリー (Big Country)
- ヒブリア (Hibria)
- HIM (ヒム)
- ピンク・クリーム69 (Pink Cream 69)
- ピンク・フェアリーズ
- ピンク・フロイド (Pink Floyd)
- ヒンダー (Hinder)

### ふ
- ザ・フー (The Who)
- フーバスタンク (Hoobastank)
- フー・ファイターズ (Foo Fighters)
- フージーズ (Fugees)
- ブームタウン・ラッツ (The Boomtown Rats)
- ファイアーハウス (Firehouse)
- 5ive (ファイヴ)
- ファウンテインズ・オブ・ウエイン
- ファスター・プッシーキャット (Faster Pussycat)
- ファストウェイ (Fastway)
- ファンカシス (FUNKASIS)
- ファンカデリック (Funkadelic)
- フィア・ファクトリー (Fear Factory)
- フィーダー (Feeder)
- フィッシュボーン (Fishbone)
- フィフス・ディメンション (The Fifth Dimension)
- フィルター (Filter)
- フィッシュ (Phish)
- フェアーグラウンド・アトラクション (Fairground Attraction)
- フェア・ウォーニング (Fair Warning)
- フェアポート・コンヴェンション (Fairport Convention)
- フェアリーランド (Fairyland)
- フェイス・ノー・モア (Faith No More)
- フェイスレス (Faithless)
- フェイツ・ウォーニング (Fates Warning)
- フェスターデイ (Festerday)
- フォーカス (タイスヴァンリール)
- フォー・トップス (Four Tops)
- ザ・フォー・フレッシュメン (Four Freshmen)
- フォープレイ (Fourplay)
- フォール・アウト・ボーイ (Fall Out Boy)
- フォビドゥン (Forbidden)
- フォリナー (Foreigner)
- フォローベイン (FollowBane)
- フガジ (Fugazi)
- ブッカー・T&ザ・MG's (Booker T. & the M.G.'s)
- プッシーキャット・ドールズ (The Pussycat Dolls)
- フューズ・ワン (Fuse One)
- フューネリス・ノクターナム (Funeris Nocturnum)
- ブラー (Blur)
- プライマス (Primus)
- プライマル・スクリーム (Primal Scream)
- プライマル・フィア (Primal Fear)
- フライング・ブリトー・ブラザーズ (Flying Burrito Brothers)
- ブラインド・ガーディアン (Blind Guardian)
- ブラインド・メロン (Blind Melon)
- プラターズ (The Platters)
- ブラック・アイド・ピーズ (Black Eyed Peas)
- ブラック・ウィドウ（英語版） (Black Widow)
- ブラックガード (Blackguard)
- ブラック・クロウズ (The Black Crowes)
- ブラック・サバス (Black Sabbath)
- ブラック・レーベル・ソサイアティ (Black Label Society)
- プラッド (Plaid)
- ブラッド・スウェット・アンド・ティアーズ (Blood、Sweat & Tears、BS&T)
- ザ・フラテリス (The Fratellis)
- フランキー・ゴーズ・トゥ・ハリウッド (Frankie Goes to Hollywood)
- フランツ・フェルディナンド (Franz Ferdinand)
- ブランドX (Brand X)
- フランプトンズ・キャメル (Framptons Camel)
- フリー (Free)
- ブリーダーズ (The Breeders)
- プリティ・メイズ (Pretty Maids)
- プリテンダーズ (The Pretenders)
- プリファブ・スプラウト (Prefab Sprout)
- ブリンク182 (BLINK182)
- ブリングミー・ザ・ホリゾン (Bring Me The Horizon)
- ブリンズリー・シュウォーツ (Brinsley Schwarz)
- ブルー (Blue)
- ブルートーンズ (The Bluetones)
- ブルース・ブラザーズ (The Blues Brothers)
- ブルーズ (Broods)
- ブルータル・トゥルース (Brutal Truth)
- ブルー・マーダー (Blue Murder)
- ザ・フレイ (The Flay)
- ブレイジン・スクワッド (Blazin' Squad)
- プレイモ (pleymo)
- プレイング・マンティス (Praying Mantis)
- ブレインストーム (Brainstorm)
- ブレッカー・ブラザーズ (The Brecker Brothers)
- ブレッド (Bread)
- ブレット・フォー・マイ・ヴァレンタイン (Bullet For My Valentine)
- プレミアータ・フォルネリア・マルコーニ (PFM)
- ブロウ・モンキーズ (Blow Monkeys)
- プロコル・ハルム (Procol Harum)
- フロットサム・アンド・ジェットサム (Flotsam and Jetsam)
- プロディジー (The Prodigy)
- プロング (Prong)
- ブロンディ (Blondie)

### へ
- ベイ・シティー・ローラーズ (Bay City Rollers)
- ペイン・オヴ・サルヴェイション (Pain of Salvation)
- ヘヴンズ・ゲイト (Heavens Gate)
- ヘヴンリー (Heavenly)
- ペット・ショップ・ボーイズ (Pet Shop Boys)
- ヘッドハンターズ (The Headhunters)
- ヘッド・フォンズ・プレジデント (Head Phones President))
- ヘラコプターズ (The Hellacopters)
- ヘリコン (Helicon)
- ベリード・ドリームス (Buried Dreams)
- ベルリン (Berlin)
- ペンタングル (Pentangle)
- ザ・ベンチャーズ (The Ventures)
- ベン・フォールズ・ファイヴ (Ben Folds Five)
- ヘンリー・カウ (Henry Cow)

### ほ
- ボーイズIIメン (Boyz II Men)
- ボーイゾーン (Boyzone)
- ボーイ・ミーツ・ガール (Boy Meets Girl)
- ポーキュパイン・ツリー (Porcupine Tree)
- ザ・ポーグス (The Pogues)
- ボーズ・オブ・カナダ (Boards of Canada)
- ポーティスヘッド (Portishead)
- ホール (Hole)
- ホール・アンド・オーツ (ダリル・ホール&ジョン・オーツ)(Hall and Oates)
- ザ・ホーンテッド (The Haunted)
- ポイズン (Poison)
- ポインター・シスターズ (Pointer Sisters)
- ポコ (Poco、Poko)
- ボズウェル・シスターズ (Boswell Sisters)
- ボストン (Boston)
- ポゼスト (Possessed)
- VOX ONE (ボックス・ワン)
- ホットハウス・フラワーズ (Hothouse Flowers)
- ホット・ホット・ヒート (Hot Hot Heat)
- ポップ・ウィル・イート・イットセルフ (Pop Will Eat Itself)
- ポップ・グループ (The Pop Group)
- ボニーM (Boney M.)
- ポポル・ヴー (Popol Vuh)
- ホリーズ (The Hollies)
- ポリス (The Police)
- ホワイト・ストライプス (The White Stripes)
- ホワイトスネイク (Whitesnake)
- ボン・ジョヴィ (Bon Jovi)
- ボンゾ・ドッグ・ドゥー・ダー・バンド (Bonzo Dog Doo-Dah Band)
- ボンド (Bond)

## ま行

### ま
- マーヴェレッツ (The Marvelettes)
- マーシフル・フェイト (Mercyful Fate)
- マーシャル・タッカー・バンド (The Marshall Tucker Band)
- マーズ・ヴォルタ (The Mars Volta)
- マーダック (Marduk)
- マイ・ケミカル・ロマンス (My Chemical Romance)
- マーキュリー・レヴ (Mercury Rev)
- マイ・モーニング・ジャケット (My Morning Jacket)
- マイケル・シェンカー・グループ (MSG)
- マイ・ブラッディ・ヴァレンタイン (My Bloody Valentine)
- マウンテン (Mountain)
- マガジン (Magazin)
- マガジン (Magazine)
- マクドナルド・アンド・ジャイルズ
- マグナム (Magnum)
- マグマ (Magma)
- MFSB (マザー・ファーザー・シスター・アンド・ブラザー、Mother Father Sister Brother)
- マシーン・ヘッド (Machine Head)
- ザ・マジック・ナンバーズ (The Magic Numbers)
- マスタープラン (Masterplan)
- マッシヴ・アタック (Massive Attack)
- マッチボックス・トゥエンティ (Matchbox 20)
- マッチング・モール (Matching Mole)
- マッドネス (Madness)
- マッドハニー (Mudhoney)
- マッドボール (Madball)
- マドレデウス (Madredeus)
- マナサス (スティーヴン・スティルス&マナサス)
- マニック・ストリート・プリーチャーズ (Manic Street Preachers)
- マノウォー (Manowar)
- マハヴィシュヌ・オーケストラ (The Mahavishnu Orchestra)
- マリリオン (Marillion)
- マリリン・マンソン (Marilyn Manson)
- マルーン5 (Maroon 5)
- マルヴォレント・クリエイション (Malevolent Creation)
- マンゴ・ジェリー
- マンサン (Mansun)
- マンハッタン・ジャズ・クインテット (Manhattan Jazz Quintet、MJQ)
- マンハッタン・トランスファー (The Manhattan Transfer)
- マンフレッド・マン (Manfred Mann)
- マンフレッド・マンズ・アース・バンド (Manfred Mann's Earth Band)
- マンフレッド・マン・チャプター・スリー (Manfred Mann Chapter Three)
- マンヌ

### み
- ミーターズ (The Meters)
- ミザレーション（Miseration）
- MR. BIG (ミスター・ビッグ)
- Mr.ミスター (Mr. Mister)
- ミスフィッツ (Misfits)
- ミッドタウン (Midtown)
- ミルス・ブラザース (Mills Brothers)
- ザ・ミュージック (The Music)
- ミューズ (Muse)

### む
- ムーディー・ブルース (The Moody Blues)
- Musiqq (ムジック)
- ムタンチス (Os Mutantes)

### め
- メイヘム (Mayhem)
- メガデス (Megadeth)
- メシュガー (Meshuggah)
- メスト (Mest)
- メゾフォルテ (Mezzoforte)
- メタリカ (Metallica)
- メッカ (Mecca)
- メニュー (Menu)
- メルヴィンズ (Melvins)
- メン・アット・ワーク (Men at Work)

### も
- モーターヘッド (Motorhead)
- モービッド・エンジェル (Morbid Angel)
- モグワイ (Mogwai)
- モダン・ジャズ・カルテット (Modern Jazz Quartet、MJQ)
- モット・ザ・フープル (Mott the Hoople)
- モトリー・クルー (Mötley Crüe)
- モノクローム・セット (The Monochrome Set)
- モンキーズ (Monkees)
- モンスター・マグネット (Monster Magnet)
- モントローズ (Montrose)

## や行

### や
- ヤードバーズ (The Yardbirds)
- ヤー・ヤー・ヤーズ (Yeah Yeah Yeahs)

### ゆ
- UK (ユー・ケイ)
- U2 (ユーツー)
- ユートピア (Utopia)
- UB40 (ユービー・フォーティー)
- UFO (ユー・エフ・オー)
- ユーライア・ヒープ (Uriah Heep)
- ユーリズミックス (Eurythmics)

### よ
- ヨーロッパ (Europe)
- ヨ・ラ・テンゴ (Yo La Tengo)

## ら行

### ら
- ラーズ (The La's)
- ライオット (Riot)
- ライジング・フォース (Rising Force)
- ライチャス・ブラザーズ (The Righteous Brothers)
- ライナセロス
- ラヴ (Love)
- ラヴィン・スプーンフル (The Lovin' Spoonful)
- ラクーナ・コイル (Lacuna Coil)
- ラスカル・フラッツ (Rascal Flatts)
- ラッシュ (Rush)
- ラット (Ratt)
- ラトルズ (The Rutles)
- ラプソディー・オブ・ファイア (Rhapsody Of Fire)
- ラベル (LaBelle)
- ラマタム
- ラム・オブ・ゴッド (Lamb of god)
- ラムシュタイン (Rammstein)
- ラモーンズ (Ramones)
- ランシド (Rancid)
- ランニング・ワイルド (Running Wild)
- ランバート・ヘンドリックス&ロス (LHR)

### り
- リーヴズ・アイズ (Leaves' Eyes)
- リヴィング・カラー (Living Colour)
- リターン・トゥ・フォーエヴァー (Return To Forever)
- リヴィング・エンド (The Living End)
- ザ・リッツ (The Litz)
- ザ・リッピントンズ (Rippingtons、The)
- リトル・バーリー (Little Barrie)
- リトル・フィート (Little Feat)
- ザ・リバティーンズ (LIBERTINES、THE)
- リバティ・エックス (Liberty X)
- リリックス (Lillix)
- リンキン・パーク (Linkin Park)
- リンプ・ビズキット (Limp Bizkit)
- リンボニック・アート (Limbonic Art)

### る
- ルースター (Rooster)
- ルシファーズ・フレンド (Lucifer's Friend)
- ルネッサンス (RENAISSANCE)
- ルビコン (Rubicon)
- ルフィオ
- ルベッツ (The Rubettes)

### れ
- レーサーX (Racer X)
- レーナード・スキナード (Lynyrd Skynyrd)
- レイヴン (Raven)
- レイジ (Rage)
- レイジ・アゲインスト・ザ・マシーン (Rage Against The Machine)
- レイジーヒップ
- レインボー (Rainbow)
- レジデンツ (Residents)
- レス・ザン・ジェイク (Less Than Jake)
- レタス (Lettuce)
- レッド・ツェッペリン (Led Zeppelin)
- レッド・ホット・チリ・ペッパーズ (Red Hot Chili Peppers)
- レディオヘッド (Radiohead)
- レフト・バンク (The Left Banke)
- レベル42 (Level 42)

### ろ
- ローディ (Lordi)
- ローリング・ストーンズ (The Rolling Stones)
- ロイヤル・ハント (Royal Hunt)
- ロキシー・ミュージック (Roxy Music)
- ロギンス&メッシーナ (Loggins and Messina)
- ロクセット (Roxette)
- ロストプロフェッツ (Lostprophets)
- ロスト・ホライズン (Lost Horizen)
- ロス・ロボス (Los Lobos)
- ロス・ロンリー・ボーイズ (Los Lonely Boys)
- ロック・アップ (Lock Up)
- ロドリーゴ・イ・ガブリエーラ (Rodrigo y Gabriela)
- ザ・ロネッツ (The Ronettes)
- ロブ・ゾンビ (Rob Zombie)
- ロリンズ・バンド (Rollins Band)

## わ行

### わ
- ワイルド・チェリー (Wild Cherry)
- ワイルドハーツ (The Wildhearts)
- W.A.S.P. (ワスプ)
- ワム! (Wham!)
- ワルタリ (Waltari)
- ワンダーミンツ (The Wondermints)